# Nemanja Kapetanović
Nemanja Kapetanović (in serbo Немања Капетановић?; Belgrado, 3 febbraio 1997) è un cestista serbo.